# Willi Rinow

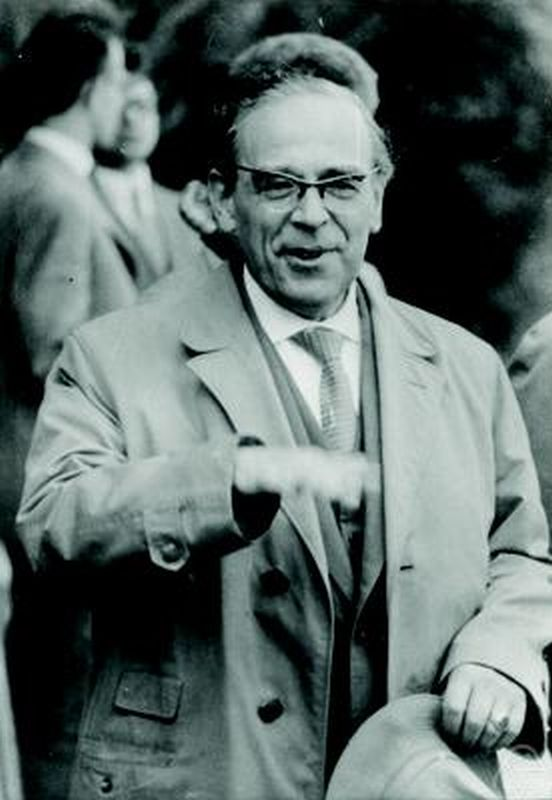
Willi Rinow in Greifswald 1960

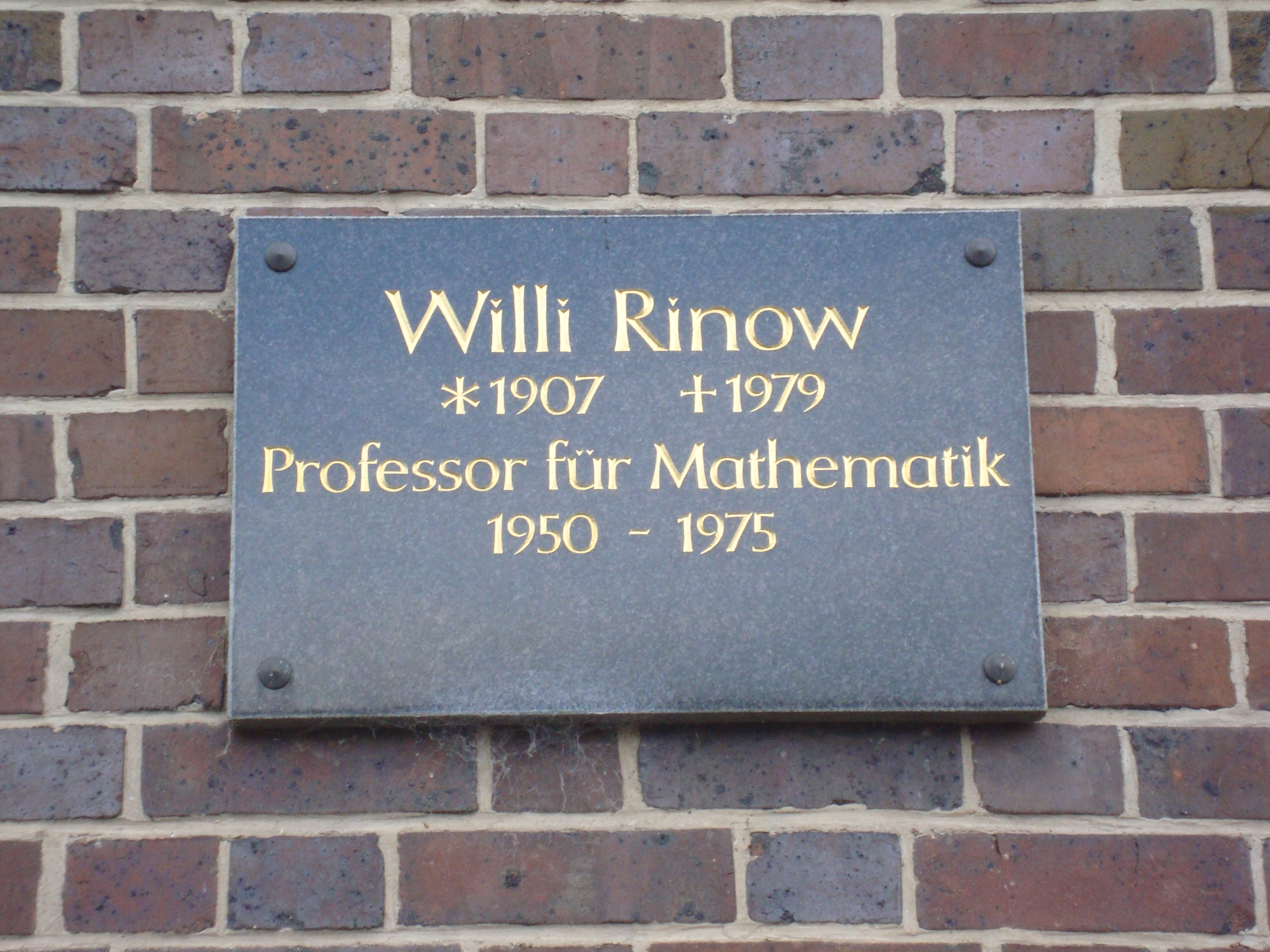
Gedenktafel für Willi Rinow in der Friedrich-Ludwig-Jahn-Straße 15 in Greifswald

Willi Ludwig August Rinow (* 28. Februar 1907 in Berlin; † 29. März 1979 in Greifswald) war ein deutscher Mathematiker und Hochschullehrer, der sich mit Differentialgeometrie und Topologie beschäftigte.

## Leben
Rinow war der Sohn eines Schulhausmeisters und studierte ab 1926 an der Humboldt-Universität Berlin Mathematik und Physik unter anderem bei Max Planck, Ludwig Bieberbach und Heinz Hopf, bei dem er 1931 promoviert wurde (Über Zusammenhänge zwischen der Differentialgeometrie im Großen und im Kleinen, Math. Zeitschrift, Bd. 35, 1932, S. 512). Ab 1933 war er Mitarbeiter am Jahrbuch Fortschritte der Mathematik in Berlin. Am 12. Juli 1937 beantragte er die Aufnahme in die NSDAP und wurde rückwirkend zum 1. Mai desselben Jahres aufgenommen (Mitgliedsnummer 4.157.719). 1937 habilitierte er sich in Berlin und war dort danach bis 1950 Dozent. Unterbrochen wurde es durch den Zweiten Weltkrieg, in dem er in der Inspektion 7 Gruppe VI, also der kryptanalytischen Gruppe des Oberkommandos des Heeres (OKH) als Kryptoanalytiker arbeitete. Am 13. April 1943 übernahm er im Rang eines Unteroffiziers (Uffz.) die stellvertretende Leitung des neuen Referats F (Forschung), einer Gruppe von neun Personen unter der Leitung von  Lt. Herbert von Denffer.
Nach dem Krieg, von 1946 bis 1949, arbeitete er zunächst im Oberspreewerk Berlin, einem Hersteller von Rundfunktechnik, bevor er 1950 Professor an der Universität Greifswald wurde. Während seiner Zeit als Hochschullehrer betreute Willi Rinow eine ganze Reihe von Promotionen. Zu seinen Studenten gehörten unter anderem die späteren Hochschullehrer Günter Porath, Jürgen Eichhorn, Jürgen Flachsmeyer, Dietrich Kölzow, Frank Terpe und Klaus Matthes.
1959 war er Direktor des Instituts für reine Mathematik der Deutschen Akademie der Wissenschaften zu Berlin und  Präsident der Deutschen Mathematiker-Vereinigung. 1964 erhielt er den Nationalpreis der DDR III. Klasse für Wissenschaft und Technik. 1966 wurde er zum Mitglied der Deutschen Akademie der Naturforscher Leopoldina gewählt.
Zusammen mit Heinrich Grell und Karl Maruhn gab er im Deutschen Verlag der Wissenschaften Berlin die Reihe Hochschulbücher für Mathematik heraus. 1972 wurde er emeritiert.
Nach Hopf und Rinow ist der Satz von Hopf-Rinow benannt.

## Schriften
- Die innere Geometrie der metrischen Räume. Springer 1961.
- Lehrbuch der Topologie (= Hochschulbücher für Mathematik. Bd. 79). Deutscher Verlag der Wissenschaften, Berlin 1975.
- Rinow Über Zusammenhänge der Differentialgeometrie im Großen und Kleinen, Mathematische Zeitschrift, Band 32, 1932, S. 412, Dissertation